# Единый день голосования 13 сентября 2015 года
В единый день голосования 13 сентября 2015 года в Российской Федерации прошли выборные кампании различного уровня, включая выборы глав субъектов Федерации (10 очередных, включая 3 — через парламенты субъектов, и 14 досрочных) и выборы депутатов 11 законодательных (представительных) органов государственной власти в субъектах РФ. Выборы того или иного уровня проводились во всех субъектах федерации, кроме Кабардино-Балкарской Республики и Республики Северная Осетия — Алания.
Назначение выборов глав и законодательных (представительных) органов субъектов федерации состоялось с 4 по 14 июня 2015 года. В тех регионах, главы которых ушли в отставку после окончания указанного срока, досрочные выборы состоятся лишь в единый день голосования 2016 года.

## Главы субъектов федерации

### Прямые выборы
| №  | Субъект федерации            | Должность                                            | Предыдущий глава | Врио главы                        | Выборы                                                                        | Избран           | Процент голосов    |
| -- | ---------------------------- | ---------------------------------------------------- | --- | --------------------------------- | ----------------------------------------------------------------------------- | ---------------- | ------------------ |
| 1  | Брянская область             | Губернатор Брянской области                          | Н. В. Денин 28 декабря 2004 — 9 сентября 2014 (досрочно отстранён президентом в связи с утратой доверия, срок истекал в октябре 2017)                       | А. В. Богомаз с 9 сентября 2014   | Досрочные выборы губернатора Брянской области (2015)                          | А. В. Богомаз    | 79,96              |
| 2  | Республика Марий Эл          | Глава Республики Марий Эл                            | Л. И. Маркелов 17 января 2001 — 14 января 2015 | Л. И. Маркелов с 14 января 2015   | Выборы главы Республики Марий Эл (2015)                                       | Л. И. Маркелов   | 50,78              |
| 3  | Еврейская автономная область | Губернатор Еврейской автономной области              | А. А. Винников 25 февраля 2010 — 24 февраля 2015 | А. Б. Левинталь с 24 февраля 2015 | Выборы губернатора Еврейской автономной области (2015)                        | А. Б. Левинталь  | 75,42              |
| 4  | Республика Татарстан         | Президент Республики Татарстан                       | Р. Н. Минниханов 25 марта 2010 — 24 марта 2015 | Р. Н. Минниханов с 24 марта 2015  | Выборы президента Республики Татарстан (2015)                                 | Р. Н. Минниханов | 94,4               |
| 5  | Сахалинская область          | Губернатор Сахалинской области                       | А. В. Хорошавин 7 августа 2007 — 25 марта 2015 (досрочно отстранён президентом в связи с утратой доверия, срок истекал в августе 2016)                      | О. Н. Кожемяко с 25 марта 2015    | Досрочные выборы губернатора Сахалинской области (2015)                       | О. Н. Кожемяко   | 67,8               |
| 6  | Амурская область             | Губернатор Амурской области                          | О. Н. Кожемяко 20 октября 2008 — 25 марта 2015 (досрочная отставка в связи с назначением врио губернатора Сахалинской области, срок истекал в октябре 2017) | А. А. Козлов с 25 марта 2015      | Досрочные выборы губернатора Амурской области (2015)                          | А. А. Козлов     | 50,64              |
| 7  | Кемеровская область          | Губернатор Кемеровской области                       | А. Г. Тулеев 1 июля 1997 — 16 апреля 2015 | А. Г. Тулеев с 16 апреля 2015     | Выборы губернатора Кемеровской области (2015)                                 | А. Г. Тулеев     | 96,69              |
| 8  | Краснодарский край           | Глава администрации (губернатор) Краснодарского края | А. Н. Ткачёв 5 января 2001 — 22 апреля 2015 (досрочная отставка в связи с назначением министром, срок истекал в апреле 2017)                                | В. И. Кондратьев с 22 апреля 2015 | Досрочные выборы главы администрации (губернатора) Краснодарского края (2015) | В. И. Кондратьев | 83,64              |
| 9  | Ленинградская область        | Губернатор Ленинградской области                     | А. Ю. Дрозденко 28 мая 2012 — 12 мая 2015 (досрочная отставка ради переизбрания, срок истекал в мае 2017)                                                   | А. Ю. Дрозденко с 12 мая 2015     | Досрочные выборы губернатора Ленинградской области (2015)                     | А. Ю. Дрозденко  | 82,10              |
| 10 | Камчатский край              | Губернатор Камчатского края                          | В. И. Илюхин 25 февраля 2011 — 13 мая 2015 (досрочная отставка ради переизбрания, срок истекал в марте 2016)                                                | В. И. Илюхин с 13 мая 2015        | Досрочные выборы губернатора Камчатского края (2015)                          | В. И. Илюхин     | 75,48              |
| 11 | Иркутская область            | Губернатор Иркутской области                         | С. В. Ерощенко 18 мая 2012 — 13 мая 2015 (досрочная отставка ради переизбрания, срок истекал в мае 2017)                                                    | С. В. Ерощенко с 13 мая 2015      | Досрочные выборы губернатора Иркутской области (2015)                         | С. Г. Левченко   | 56,46 (второй тур) |
| 12 | Омская область               | Губернатор Омской области                            | В. И. Назаров 30 мая 2012 — 14 мая 2015 (досрочная отставка ради переизбрания, срок истекал в мае 2017)                                                     | В. И. Назаров с 14 мая 2015       | Досрочные выборы губернатора Омской области (2015)                            | В. И. Назаров    | 59,99              |
| 13 | Костромская область          | Губернатор Костромской области                       | С. К. Ситников 28 апреля 2012 — 15 мая 2015 (досрочная отставка ради переизбрания, срок истекал в апреле 2017)                                              | С. К. Ситников с 15 мая 2015      | Досрочные выборы губернатора Костромской области (2015)                       | С. К. Ситников   | 65,62              |
| 14 | Смоленская область           | Губернатор Смоленской области                        | А. В. Островский 26 апреля 2012 — 18 мая 2015 (досрочная отставка ради переизбрания, срок истекал в апреле 2017)                                            | А. В. Островский с 18 мая 2015    | Досрочные выборы губернатора Смоленской области (2015)                        | А. В. Островский | 65,18              |
| 15 | Архангельская область        | Губернатор Архангельской области                     | И. А. Орлов 3 февраля 2012 — 22 мая 2015 (досрочная отставка ради переизбрания, срок истекал в феврале 2017)                                                | И. А. Орлов с 22 мая 2015         | Досрочные выборы губернатора Архангельской области (2015)                     | И. А. Орлов      | 53,25              |
| 16 | Пензенская область           | Губернатор Пензенской области                        | В. К. Бочкарёв 18 апреля 1998 — 25 мая 2015 | И. А. Белозерцев с 25 мая 2015    | Выборы губернатора Пензенской области (2015)                                  | И. А. Белозерцев | 86,04              |
| 17 | Тамбовская область           | Глава администрации Тамбовской области               | О. И. Бетин 24 марта 1995 — 27 декабря 1995; 31 декабря 1999 — 25 мая 2015 (досрочная отставка, срок истекал в июле 2015)                                   | А. В. Никитин с 25 мая 2015       | Выборы главы администрации Тамбовской области (2015)                          | А. В. Никитин    | 85,47              |
| 18 | Ростовская область           | Губернатор Ростовской области                        | В. Ю. Голубев 14 июня 2010 — 8 июня 2015 | В. Ю. Голубев c 8 июня 2015       | Выборы губернатора Ростовской области (2015)                                  | В. Ю. Голубев    | 78,21              |
| 19 | Чувашская Республика         | Глава Чувашской Республики                           | М. В. Игнатьев 29 августа 2010 — 9 июня 2015 (досрочная отставка ради переизбрания, срок истекал в августе 2015)                                            | М. В. Игнатьев с 9 июня 2015      | Выборы главы Чувашской Республики (2015)                                      | М. В. Игнатьев   | 65,54              |
| 20 | Калужская область            | Губернатор Калужской области                         | А. Д. Артамонов 24 ноября 2000 — 11 июня 2015 (досрочная отставка ради переизбрания, срок истекал в июле 2015)                                              | А. Д. Артамонов c 11 июня 2015    | Выборы губернатора Калужской области (2015)                                   | А. Д. Артамонов  | 71,43              |
| 21 | Калининградская область      | Губернатор Калининградской области                   | Н. Н. Цуканов 28 сентября 2010 — 27 июня 2015 (досрочная отставка ради переизбрания, срок истекал в сентябре 2015)                                          | Н. Н. Цуканов c 27 июня 2015      | Выборы губернатора Калининградской области (2015)                             | Н. Н. Цуканов    | 70,41              |

### Голосование в парламенте
В сентябре 2015 года должны были также состояться прямые выборы главы Северной Осетии. Однако в ноябре 2013 года парламент Северной Осетии принял законопроект об отмене прямых выборов главы республики, отменив прямые выборы главы региона. Теперь глава Северной Осетии будет избираться депутатами регионального парламента из трёх кандидатов, внесённых президентом Владимиром Путиным по представлению политических партий. Кандидатов могут выдвигать только партии, представленные в Госдуме или парламенте региона. Списки кандидатов должны быть представлены президенту России до конца августа 2015 года. Президент выбирает троих и вносит эту тройку в парламент Северной Осетии. Для победы кандидату надо набрать более половины голосов региональных депутатов. В противном случае проводится второй тур, куда выходят два лидера. В этом случае для победы достаточно получить простое большинство голосов.
Также предполагались прямые выборы губернаторов Ханты-Мансийского АО — Югры и Ямало-Ненецкого АО; губернаторов двух регионов, которые входят в состав Тюменской области, но при этом является равноправными субъектами Российской Федерации. Но в ноябре 2014 года парламенты обоих субъектов отменили выборы путём прямого волеизъявления граждан, а вместо этого ввели тройную процедуру назначения, в соответствии с которой губернатора будут выбирать депутаты из кандидатур, предложенных Президентом Российской Федерации, на утверждение которому их внесёт губернатор Тюменской области.
| № | Субъект федерации                   | Должность                                 | Предыдущий глава                              | Врио главы                       | Кандидаты                                  | Дата голосования                                            | Результат                                        |
| - | ----------------------------------- | ----------------------------------------- | --------------------------------------------- | -------------------------------- | ------------------------------------------ | ----------------------------------------------------------- | ------------------------------------------------ |
| 1 | Ханты-Мансийский АО — Югра          | Губернатор Ханты-Мансийского АО — Югры    | Н. В. Комарова 1 марта 2010 — 27 февраля 2015 | Н. В. Комарова с 27 февраля 2015 | Н. В. Комарова А. В. Савинцев М. И. Сердюк | 13 сентября 2015                                            | Н. В. Комарова 28 из 35 депутатов (80 % голосов) |
| 2 | Ямало-Ненецкий АО                   | Губернатор Ямало-Ненецкого АО             | Д. Н. Кобылкин 16 марта 2010 — 12 марта 2015  | Д. Н. Кобылкин с 12 марта 2015   | Д. Н. Кобылкин Д. В. Садовников А. И. Сак  | 1 октября 2015 (13 сентября был избран новый созыв ЗС ЯНАО) | Д. Н. Кобылкин 21 из 22 депутатов (95 % голосов) |
| 3 | Республика Северная Осетия — Алания | Глава Республики Северная Осетия — Алания | Т. Д. Мамсуров 7 июня 2005 — 5 июня 2015      | Т. К. Агузаров с 5 июня 2015     | Т. К. Агузаров Э. А. Бокоев Е. А. Князева  | 13 сентября 2015                                            | Т. К. Агузаров 66 из 68 депутатов (97 % голосов) |

## Парламенты субъектов федерации
| №  | Субъект федерации     | Наименование парламента                        | Депу- татов    | Избирательная система              | Срок полномочий | Выборы                                                                      |
| -- | --------------------- | ---------------------------------------------- | -------------- | ---------------------------------- | --------------- | --------------------------------------------------------------------------- |
| 1  | Республика Коми       | Государственный Совет Республики Коми          | 30             | смешанная (15 проп. + 15 маж.)     | 5 лет           | Выборы в Государственный совет Республики Коми (2015)                       |
| 2  | Белгородская область  | Белгородская областная дума                    | 50 ▲ (было 35) | смешанная (▲ 25 проп. + ▲ 25 маж.) | 5 лет           | Выборы в Белгородскую областную думу (2015)                                 |
| 3  | Воронежская область   | Воронежская областная дума                     | 56             | смешанная (28 проп. + 28 маж.)     | 5 лет           | Выборы в Воронежскую областную думу (2015)                                  |
| 4  | Калужская область     | Законодательное собрание Калужской области     | 40             | смешанная (20 проп. + 20 маж.)     | 5 лет           | Выборы в Законодательное собрание Калужской области (2015)                  |
| 5  | Костромская область   | Костромская областная дума                     | 36             | смешанная (18 проп. + 18 маж.)     | 5 лет           | Выборы в Костромскую областную думу (2015)                                  |
| 6  | Курганская область    | Курганская областная дума                      | 34             | смешанная (17 проп. + 17 маж.)     | 5 лет           | Выборы в Курганскую областную думу (2015)                                   |
| 7  | Магаданская область   | Магаданская областная дума                     | 21             | смешанная (11 проп. + 10 маж.)     | 5 лет           | Выборы в Магаданскую областную думу (2015)                                  |
| 8  | Новосибирская область | Законодательное собрание Новосибирской области | 76             | смешанная (38 проп. + 38 маж.)     | 5 лет           | Выборы в Законодательное собрание Новосибирской области (2015)              |
| 9  | Рязанская область     | Рязанская областная дума                       | 36             | смешанная (18 проп. + 18 маж.)     | 5 лет           | Выборы в Рязанскую областную думу (2015)                                    |
| 10 | Челябинская область   | Законодательное собрание Челябинской области   | 60             | смешанная (30 проп. + 30 маж.)     | 5 лет           | Выборы в Законодательное собрание Челябинской области (2015)                |
| 11 | Ямало-Ненецкий АО     | Законодательное собрание Ямало-Ненецкого АО    | 22             | смешанная (11 проп. + 11 маж.)     | 5 лет           | Выборы в Законодательное собрание Ямало-Ненецкого автономного округа (2015) |

## Представительные органы административных центров субъектов РФ
В июне 2014 года был принят закон, возвращавший в бюллетени графу «против всех», но только на муниципальных выборах. Данный закон давал возможность предусмотреть законом субъекта Российской Федерации отказ от помещения графы «против всех» в избирательные бюллетени на муниципальных выборах, проходящих в регионе. Он вступил в силу 1 января 2015 года, и 13 сентября 2015 года — первый единый день голосования с выборами, на которых его можно применять. Однако из 23 субъектов РФ, где состоятся выборы депутатов административных центров, лишь в Калужской области графа «против всех» региональным законодательным собранием не была исключена.

### Прямые выборы
| №  | Субъект федерации     | Админ. центр    | Наименование выборного органа                                            | Депу- татов   | Избирательная система            | Срок полномочий | Выборы                                                                                   |
| -- | --------------------- | --------------- | ------------------------------------------------------------------------ | ------------- | -------------------------------- | --------------- | ---------------------------------------------------------------------------------------- |
| 1  | Республика Ингушетия  | Магас           | Городской совет муниципального образования «Городской округ город Магас» | 10            | пропорциональная                 | 5 лет           | Выборы в Городской совет муниципального образования «Городской округ город Магас» (2015) |
| 2  | Республика Коми       | Сыктывкар       | Совет муниципального образования городского округа «Сыктывкар»           | 30            | смешанная (15 проп. + 15 маж.)   | 5 лет           | Выборы в Совет муниципального образования городского округа «Сыктывкар» (2015)           |
| 3  | Республика Татарстан  | Казань          | Казанская городская дума                                                 | 50            | смешанная (25 проп. + 25 маж.)   | 5 лет           | Выборы в Казанскую городскую думу (2015)                                                 |
| 4  | Удмуртская Республика | Ижевск          | Городская дума города Ижевска                                            | 42            | смешанная (21 проп. + 21 маж.)   | 5 лет           | Выборы депутатов Городской думы Ижевска (2015)                                           |
| 5  | Чувашская Республика  | Чебоксары       | Чебоксарское городское собрание депутатов                                | 43            | смешанная (22 проп. + 21 маж.)   | 5 лет           | Выборы в Чебоксарское городское собрание депутатов (2015)                                |
| 6  | Краснодарский край    | Краснодар       | Городская дума Краснодара                                                | 48            | смешанная (12 проп. + 36 маж.)   | 5 лет           | Выборы в Городскую думу Краснодара (2015)                                                |
| 7  | Астраханская область  | Астрахань       | Городская дума муниципального образования «Город Астрахань»              | 36            | смешанная (18 проп. + 18 маж.)   | 5 лет           | Выборы в Городскую думу муниципального образования «Город Астрахань» (2015)              |
| 8  | Владимирская область  | Владимир        | Совет народных депутатов города Владимира                                | 35            | смешанная (18 проп. + 17 маж.)   | 5 лет           | Выборы в Совет народных депутатов города Владимира (2015)                                |
| 9  | Воронежская область   | Воронеж         | Воронежская городская дума                                               | 36            | смешанная (12 проп. + 24 маж.)   | 5 лет           | Выборы в Воронежскую городскую думу (2015)                                               |
| 10 | Ивановская область    | Иваново         | Ивановская городская дума                                                | 30            | смешанная (15 проп. + 15 маж.)   | 5 лет           | Выборы в Ивановскую городскую думу (2015)                                                |
| 11 | Калужская область     | Калуга          | Городская дума городского округа «Город Калуга»                          | 35            | смешанная (10 проп. + 25 маж.)   | 5 лет           | Выборы в Городскую думу городского округа «Город Калуга» (2015)                          |
| 12 | Костромская область   | Кострома        | Дума города Костромы                                                     | 38            | смешанная (10 проп. + 28 маж.)   | 5 лет           | Выборы в Думу города Костромы (2015)                                                     |
| 13 | Липецкая область      | Липецк          | Липецкий городской совет депутатов                                       | 48            | смешанная (12 проп. + 36 маж.)   | 5 лет           | Выборы в Липецкий городской совет депутатов (2015)                                       |
| 14 | Магаданская область   | Магадан         | Магаданская городская дума                                               | 28            | смешанная (14 проп. + 14 маж.)   | 5 лет           | Выборы в Магаданскую городскую думу (2015)                                               |
| 15 | Нижегородская область | Нижний Новгород | Городская дума города Нижнего Новгорода                                  | ▲47 (было 42) | смешанная (▼12 проп. + ▲35 маж.) | 5 лет           | Выборы в Городскую думу города Нижнего Новгорода (2015)                                  |
| 16 | Новосибирская область | Новосибирск     | Совет депутатов города Новосибирска                                      | ▲50 (было 40) | смешанная (▲10 проп. + 40 маж.)  | 5 лет           | Выборы в Совет депутатов города Новосибирска (2015)                                      |
| 17 | Оренбургская область  | Оренбург        | Оренбургский городской совет                                             | 40            | смешанная (20 проп. + 20 маж.)   | 5 лет           | Выборы в Оренбургский городской совет (2015)                                             |
| 18 | Орловская область     | Орёл            | Орловский городской совет народных депутатов                             | 38            | смешанная (10 проп. + 28 маж.)   | 5 лет           | Выборы в Орловский городской совет народных депутатов (2015)                             |
| 19 | Ростовская область    | Ростов-на-Дону  | Ростовская-на-Дону городская дума                                        | 40            | смешанная (10 проп. + 30 маж.)   | 5 лет           | Выборы в Ростовскую-на-Дону городскую думу (2015)                                        |
| 20 | Смоленская область    | Смоленск        | Смоленский городской совет                                               | 30            | смешанная (10 проп. + 20 маж.)   | 5 лет           | Выборы в Смоленский городской совет (2015)                                               |
| 21 | Тамбовская область    | Тамбов          | Тамбовская городская дума                                                | 36            | смешанная (18 проп. + 18 маж.)   | 5 лет           | Выборы в Тамбовскую городскую думу (2015)                                                |
| 22 | Томская область       | Томск           | Дума города Томска                                                       | 37            | смешанная (10 проп. + 27 маж.)   | 5 лет           | Выборы в Думу города Томска (2015)                                                       |
| 23 | Ульяновская область   | Ульяновск       | Ульяновская городская дума                                               | 40            | смешанная (10 проп. + 30 маж.)   | 5 лет           | Выборы в Ульяновскую городскую думу (2015)                                               |

### Непрямые выборы
| № | Субъект федерации   | Админ. центр | Наименование выборного органа                          | Избирательная система | Срок полномочий | Выборы                                  |
| - | ------------------- | ------------ | ------------------------------------------------------ | --- | --------------- | --------------------------------------- |
| 1 | Республика Дагестан | Махачкала    | Собрание депутатов городского округа «город Махачкала» | 79 депутатов в 3 собрания депутатов внутригородских районов по пропорциональной системе, из которых по 15 депутатов от каждого — в Собрание депутатов городского округа «город Махачкала» | 5 лет           | Муниципальные выборы в Махачкале (2015) |
| 2 | Самарская область   | Самара       | Дума городского округа Самара                          | 284 депутата в районные советы депутатов по смешанной системе (142 проп. + 142 маж.), из которых 41 депутат — в Думу городского округа Самара                                             | 5 лет           | Муниципальные выборы в Самаре (2015)    |

## Местные выборы
В единый день голосования было проведено более 10 тысяч выборов глав муниципальных образований и депутатов представительных органов местного самоуправления и 55 референдумов.